# Rácz Pál (politikus)
Rácz Pál (Bors, Bihar megye, Románia, 1928. január 4. – Budapest, 1986. március 22.) magyar politikus, lapszerkesztő, miniszterhelyettes, diplomata, külügyi munkatárs, a Magyar Népköztársaság volt New York-i ENSZ küldöttségének vezetője 1980-86 között.

## Életútja
Rácz Pál földműves családból származott. 1939–1941 közt két osztályt végzett a kolozsvári Református Gimnáziumban. 1941-ben apját a magyar rendőrség kommunista szervezkedés miatt letartóztatta, családja visszaköltözött Bors községbe. Rácz Pál 1942-től mezőgazdasági munkát végzett, majd Nagyváradra ment el munkát vállalni, volt kifutó, sörgyári segédmunkás, közben folytatta gimnáziumi tanulmányait is. 1944-ben belépett a Magyar Kommunista Pártba. 1945 májusában Budapestre került. 1946-tól a Földmunkások és Kisbirtokosok Országos Szövetsége sajtóosztályán előadó, 1948. januártól a Magyar Demokratikus Ifjúsági Szövetség országos központja titkárságának munkatársaként működött, majd a Magvető szerkesztőségében dolgozott. 1948. októberben átkerült a Külügyminisztériumba, ahol a költségvetési osztály munkatársa lett. 1948. novemberben elkezdte a hat hónapos külügyi kollégiumot; 1949. júniustól segédfogalmazó, majd a politikai osztályon a román-albán ügyek előadója volt. 1950. májustól a berni magyar követségen attasé, illetve II. osztályú titkár.
1952 és 1963 között kisebb megszakításokkal az ÁVH/BM állományában látott el feladatokat. 
Belgrádi külszolgálata alatt 1954-ben a KÜM Sajtóosztálya munkatársaként 3 hónapot Genfben töltött a koreai és az indokínai kérdést tárgyaló külügyminiszteri konferencián. 
1955-ben a KÜM Sajtóosztálya munkatársaként a négyhatalmi kormányfői értekezlet miatt Genfben tartózkodott.
1957 júniusában kiutasították az Amerikai Egyesült Államokból.
1957-ben a magyar kormány megbízásából Péter János és Szarka Károly társaságában több afrikai és ázsiai országban tett hivatalos látogatást, melyek során ismertették az ún. "magyar kérdéssel" kapcsolatos hivatalos magyar álláspontot. 1975. március 22 és 1980. március 27 között az  MSZMP Központi Bizottságának tagja volt. Többször volt külügyminiszter-helyettes és külügyi államtitkár. 1980. május 5-től Magyarország ENSZ-képviseletének vezetője volt nagyköveti rangban 1986. március 22-ig, utóda Esztergályos Ferenc lett.
Felsőfokú nyelvvizsgája volt angol, francia, spanyol és román nyelvből.
A Fiumei úti sírkertben, a nagy munkásmozgalmi parcellában temették el.

## Magánélete
Első felesége Horváth Magdolna (sz. 1934) D-249-es (SZT. tartótiszt); második felesége Barna Ágnes Regina (sz. 1949).

## Tanulmányai
- Külügyi Kollégium (6 hónapos) (1949)
- Külügyi Akadémia (levelező tagozat) (1953)
- Marxizmus-Leninizmus Esti Egyetem

## Foglalkozásai, beosztásai
- Nagyváradi Sörgyár (1938–1945) kifutófiú, segédmunkás
- FÉKOSZ Országos Központ Sajtó Osztály (1946–1947) munkatárs
- MADISZ Országos Központ   (1948.01–1948.10) vezető
- MAGVETŐ c. ifjúsági lap       (1948.01–1948.10) szerkesztő
- Külügyminisztérium Költségvetési Osztály (1948–1949) N/A
- Külügyi Kollégium (6 hónapos)       (1949) hallgató
- Külügyminisztérium Politikai Osztály (1949.06- 1950) előadó
- MNK Nagykövetség, Bern  (1950–1953) attasé, II. o. titkár, BM állományban titkos munkatárs
- Külügyminisztérium Politikai Főosztály, Nyugateurópai Osztály (1953.01–1953.11) előadó, osztályvezető-helyettes
- MNK Nagykövetség, Belgrád (1953)
- Marxizmus-Leninizmus Esti Egyetem  (1953–1955) I. titkár (a BM állományában titkos munkatárs)
- MNK Nagykövetség, Belgrád       (1955) titkos munkatárs,
- MNK Nagykövetség, Washington (1955–1956) II. o. titkár,
- New York  (1956–1957) a magyar ENSZ-küldöttség tagja,
- MNK Nagykövetség, Párizs       (1957–1960) ideiglenes ügyvivő, II. o. tanácsos,
- Külügyminisztérium IV. Területi Főosztály (1960–1963) főosztályvezető,
- MNK Nagykövetség, Kairó   (1963–1968) nagykövet,
- Külügyminisztérium       (1968–1969) főosztályvezető
- Külügyminisztérium (1969–1970) miniszterhelyettes,
- Belügyminisztérium   (1970–1974) miniszterhelyettes, III. főcsoportfőnök
- Külügyminisztérium       (1974–1976) miniszterhelyettes
- Külügyminisztérium (1976–1980) államtitkár
- New York   (1980–1986) a magyar ENSZ-küldöttség vezetője

A BM III/I. [hírszerzés] Csoportfőnökségnél betöltött rangjai
- főhadnagy   (1952–1957 március)
- százados       (1957 március – 1962)
- őrnagy (1962. április 15. – 1970. november 20.)
- r.vezérőrnagy   (1970. november 20.) miniszterhelyettes, III. főcsoportfőnök